# Bavo Defurne
Bavo Defurne, né le 8 juin 1971 à Gand, est un réalisateur belge flamand.
Son premier court métrage, Atlantis, date de 1990, puis suivent Rohypnol en 1992, Trailer et Ludodrome en 1993, Particularly Now in Spring en 1996, Saint en 1997, Matroos en 1998 et Kampvuur / Campfire en l'an 2000.
Ludodrome gagne le Audience Highlight à Arnhem en 1995 et Saint une mention spéciale du jury du festival international du court métrage de Hambourg en 1996. Son film Kampvuur / Campfire gagne un prix au festival du court métrage de Londres et une mention spéciale du jury du Torino Lesbian and Gay Film Festival de Turin en 2000.
Son premier long métrage - avec en premier rôle Jelle Florizoone - intitulé Nordzee, Texas (en français Sur le chemin des dunes) met en scène deux adolescents homosexuels dans les années 1960 et sort en 2011. Il gagne différents prix internationaux.

## Filmographie

### Courts métrages
- 1990 : Atlantis
- 1992 : Rohypnol
- 1993 : Trailer
- 1993 : Ludodrome
- 1996 : Particularly Now in Spring
- 1997 : Rainbow Stories (Saint)
- 1997 : Saint
- 1998 : Matroos
- 2000 : Kampvuur

### Longs métrages
- 2011 : Noordzee, Texas (Sur le chemin des dunes)
- 2016 : Souvenir